# Česko na Halovém mistrovství Evropy v atletice 2013

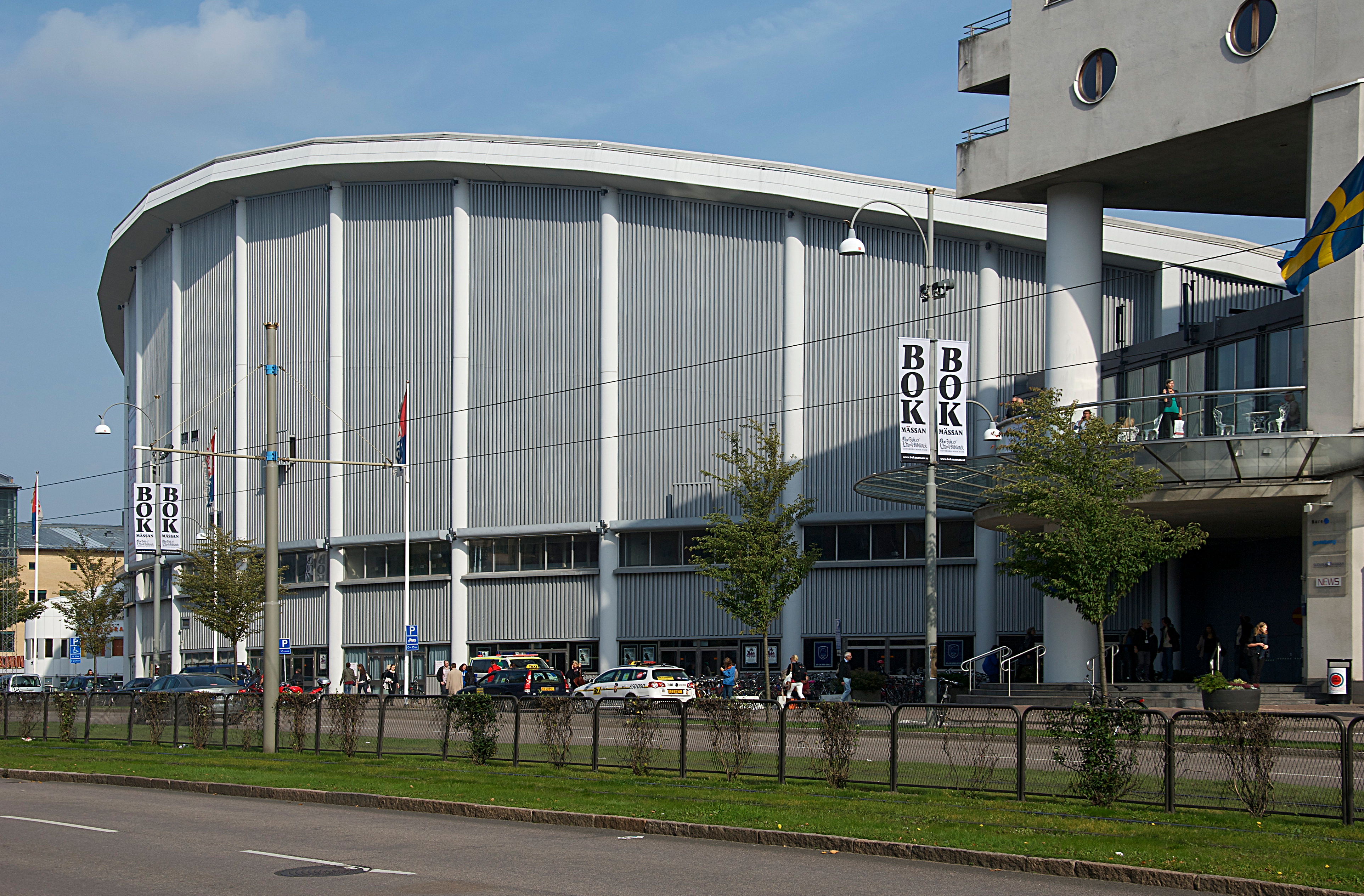
Hala Scandinavium (2011)

Halového ME v atletice 2013 v Göteborgu se ve dnech 28. února – 3. března zúčastnilo 21 českých atletů (11 mužů a 10 žen). Výkonnostní limity mohli čeští atleti plnit v období od 1. ledna do 20. února 2013. První medaili pro Českou republiku vybojoval v koulařském sektoru Ladislav Prášil, který ve třetí sérii poslal kouli do vzdálenosti 20,29 metru a získal bronz. Zlatou medaili získal sprinter Pavel Maslák, který hladkou čtvrtku zaběhl v novém národním rekordu, jehož hodnota je 45,66 s.

## Výsledky

### Muži
| Atlet                                               | Disciplína    | Kvalifikace | Kvalifikace | Rozběh  | Rozběh   | Semifinále  | Semifinále  | Finále       | Finále           |
| Atlet                                               | Disciplína    | Výkon       | Umístění    | Výkon   | Umístění | Výkon       | Umístění    | Výkon        | Umístění         |
| --------------------------------------------------- | ------------- | ----------- | ----------- | ------- | -------- | ----------- | ----------- | ------------ | ---------------- |
| Pavel Maslák                                        | 400 m         |             |             | 46,54 s | 1.       | 46,18 s     | 2.          | 45,66 s (NR) | Zlatá medaile    |
| Josef Prorok                                        | 400 m         |             |             | 48,45 s | 19.      | nepostoupil | nepostoupil | –            | –                |
| Jan Kubista                                         | 800 m         |             |             | 1:52,21 | 20.      | nepostoupil | nepostoupil | –            | –                |
| Martin Mazáč                                        | 60 m přek.    |             |             | 7,86 s  | 21.      | nepostoupil | nepostoupil | –            | –                |
| Daniel Němeček Josef Prorok Petr Lichý Pavel Maslák | 4 × 400 m     |             |             |         |          |             |             | 3:07,64      | Bronzová medaile |
| Jaroslav Bába                                       | Skok do výšky | 2,28 m      | 3.          |         |          |             |             | 2,31 m       | Bronzová medaile |
| Jan Kudlička                                        | Skok o tyči   | 5,70 m      | 3. =        |         |          |             |             | 5,71 m       | 5.               |
| Ladislav Prášil                                     | Vrh koulí     | 20,03 m     | 3.          |         |          |             |             | 20,29 m      | Bronzová medaile |
| Martin Stašek                                       | Vrh koulí     | 18,96 m     | 18.         |         |          |             |             | nepostoupil  | nepostoupil      |

Sedmiboj
| Adam Sebastian Helcelet | Sedmiboj   |          |       |          |
| Adam Sebastian Helcelet | Disciplína | Výsledek | Body  | Umístění |
| ----------------------- | ---------- | -------- | ----- | -------- |
|                         | 60 m       | 7,07 s   | 858   | 12.      |
| Skok daleký             | 7,49 m     | 932      | 6.    |          |
| Vrh koulí               | 14,48 m    | 758      | 5.    |          |
| Skok do výšky           | 2,02 m     | 822      | 4. =  |          |
| 60 m přek.              | 8,06 s     | 967      | 6.    |          |
| Skok o tyči             | 5,00 m     | 910      | 4.    |          |
| Běh na 1000 m           | 2:42,26    | 848      | 7.    |          |
| Celkově                 |            |          | 6 095 | 4.       |

### Ženy
| Atletka                                                       | Disciplína  | Kvalifikace | Kvalifikace | Rozběh  | Rozběh   | Semifinále   | Semifinále | Finále       | Finále           |
| Atletka                                                       | Disciplína  | Výkon       | Umístění    | Výkon   | Umístění | Výkon        | Umístění   | Výkon        | Umístění         |
| ------------------------------------------------------------- | ----------- | ----------- | ----------- | ------- | -------- | ------------ | ---------- | ------------ | ---------------- |
| Kateřina Čechová                                              | 60 m        |             |             | 7,25 s  | 9. =     | 7,26 s       | 9. =       | nepostoupila | nepostoupila     |
| Barbora Procházková                                           | 60 m        |             |             | 7,40 s  | 16.      | 7,42 s       | 15.        | nepostoupila | nepostoupila     |
| Zuzana Hejnová                                                | 400 m       |             |             | 53,20 s | 11.      | 51,27 s (PB) | 2.         | 52,12 s      | 4.               |
| Denisa Rosolová                                               | 400 m       |             |             | 52,20 s | 4.       | 52,12 s      | 3.         | 52,71 s      | 5.               |
| Lenka Masná                                                   | 800 m       |             |             | 2:04,87 | 11.      | 2:03,40      | 9.         | nepostoupila | nepostoupila     |
| Lucie Škrobáková                                              | 60 m přek.  |             |             | 8,07 s  | 6.       | 8,09 s       | 10.        | nepostoupila | nepostoupila     |
| Denisa Rosolová Jitka Bartoničková Lenka Masná Zuzana Hejnová | 4 × 400 m   |             |             |         |          |              |            | 3:28,49      | Bronzová medaile |
| Jiřina Svobodová                                              | Skok o tyči | 4,56 m      | 3.          |         |          |              |            | 4,62 m       | 4.               |
| Romana Maláčová                                               | Skok o tyči | 4,36 m      | 10. =       |         |          |              |            | nepostoupila | nepostoupila     |